# Mission de vérification des Nations unies au Guatemala
La Mission de vérification des Nations unies au Guatemala (MINUGUA) s'est déroulée entre janvier et mai 1997 et son mandat porte essentiellement sur l'aide à la mise en place d'un processus de paix entre le gouvernement du Guatemala et une guérilla, l'Unité révolutionnaire nationale guatémaltèque.

## Historique
La mission a été créée le 28 septembre 1994 par la résolution de l'Assemblée générale des Nations unies. Le 20 janvier 1997, la MINUGUA est transformée en temps d'opération de maintien de la paix par la résolution 1094 du Conseil de sécurité des Nations unies. Le mandat d'opération de maintien de la paix prend fin le 27 mai 1997, quand la MINUGUA en elle-même voit son mandat prendre fin le 31 décembre 2004.